# Akwasi Afrifa
 (mai 2014).
Si vous disposez d'ouvrages ou d'articles de référence ou si vous connaissez des sites web de qualité traitant du thème abordé ici, merci de compléter l'article en donnant les références utiles à sa vérifiabilité et en les liant à la section « Notes et références ».
Akwasi Amankwaa Afrifa (Mampong, 24 avril 1936-26 juin 1979) est un général de brigade et un homme d'État ghanéen.

## Biographie
Akwasi Afrifa est né à Mampong dans l'Ouest District Sekyere de la région Ashanti du Ghana. Son éducation de base était au pensionnat presbytériens garçons de Mampong. Il a ensuite poursuivi ses études secondaires au Collège Adisadel à Cape Coast dans la région centrale, où il a été entre 1952 et 1957, au cours de laquelle il a été expulsé.
Il a rejoint l'armée du Ghana en 1957 et a été envoyé à l'école de formation spéciale de l'agent régulier. De là, il a fréquenté l'école des élèves-officiers de Mons, Aldershot en Angleterre (1958). Il a ensuite suivi une formation d'officier à l'Académie royale militaire de Sandhurst. En 1961, il fait l'École d'infanterie de Hythe.
Chef de l'État du Ghana et chef du gouvernement militaire en 1969, puis président de la Commission présidentielle entre 1969 et 1970, il poursuit sa carrière comme agriculteur et militant politique.
Élu membre du Parlement en 1979, il est exécuté avant qu'il puisse prendre sa place avec deux autres anciens chefs d'État, le général Kutu Acheampong et le général Fred Akuffo ainsi que cinq autres généraux (Utuka, Felli, Boakye, Robert Kotei et Amedume), en juin 1979.
Il a également été populairement appelé par son titre Okatakyie, oʊkætætʃi, Akwasi Amankwaa Afrifa et était en plus le Abakomahene[Quoi ?] de Krobo dans la zone traditionnelle Sekyere Asante-Mampong de la région Ashanti du Ghana.